# Scutellaria tenax
Scutellaria tenax là một loài thực vật có hoa trong họ Hoa môi. Loài này được W.W.Sm. miêu tả khoa học đầu tiên năm 1920.